# Finnische Badmintonmeisterschaft 2016
Die Finnische Badmintonmeisterschaft 2016 fand vom 5. bis zum 7. Februar 2016 in Vantaa statt.

## Medaillengewinner
| Disziplin    | Gold                           | Silber                            | Bronze                              |
| ------------ | ------------------------------ | --------------------------------- | ----------------------------------- |
| Herreneinzel | Kalle Koljonen                 | Eetu Heino                        | Ville Lång                          |
| Herreneinzel | Kalle Koljonen                 | Eetu Heino                        | Anton Kaisti                        |
| Dameneinzel  | Nanna Vainio                   | Tuuli Härkönen                    | Hanna Karkaus                       |
| Dameneinzel  | Nanna Vainio                   | Tuuli Härkönen                    | Jenny Nyström                       |
| Herrendoppel | Henri Aarnio Iikka Heino       | Jesse Lehtimäki Valtteri Nieminen | Akseli Danskanen Julius von Pfaler  |
| Herrendoppel | Henri Aarnio Iikka Heino       | Jesse Lehtimäki Valtteri Nieminen | Iiro Nokkala Jere Övermark          |
| Damendoppel  | Sonja Pekkola Sanni Rautala    | Mathilda Lindholm Jenny Nyström   | Noora Ahola Linnea Vainula          |
| Damendoppel  | Sonja Pekkola Sanni Rautala    | Mathilda Lindholm Jenny Nyström   | Maija Krzywacki Johanna Luostarinen |
| Mixed        | Anton Kaisti Mathilda Lindholm | Henri Aarnio Jenny Nyström        | Petri Hautala Noora Ahola           |
| Mixed        | Anton Kaisti Mathilda Lindholm | Henri Aarnio Jenny Nyström        | Akseli Danskanen Anna Paavola       |